# Certhiops rummeli
Genre
Espèce
Certhiops rummeli est une espèce éteinte d'oiseaux de l'ordre des passereaux (Passeriformes) de la super-famille des Certhioidea ayant vécu au Miocène inférieur il y a environ −20 Ma (millions d'années).

## Taxinomie
En 2007, un tarsométatarse droit fossile est trouvé en Bavière. Ce matériel (NMA 2007/51/2021) est décrit en 2008 sous le nom de Certhiops rummeli et date du Miocène inférieur (Burdigalien). Il appartient probablement à un oiseau grimpeur de la super-famille des Certhioidea, sans que sa position exacte dans ce groupe ne soit déterminée.